# Kochhartgraben und Ammertalhänge
Kochhartgraben und Ammertalhänge este o arie protejată (sit de importanță comunitară — SCI, arie de protecție specială avifaunistică — SPA) din Germania întinsă pe o suprafață de 53,58 ha, integral pe uscat.

## Localizare
Centrul sitului Kochhartgraben und Ammertalhänge este situat la coordonatele 48°32′30″N 8°54′22″E / 48.5417°N 8.9061°E.

## Înființare
Situl Kochhartgraben und Ammertalhänge a fost declarat arie de protecție specială avifaunistică în martie 2001 pentru a proteja 3 specii de animale. Situl a fost protejat și ca sit de importanță comunitară în martie 2001.

## Biodiversitate
Situată în ecoregiunea continentală, aria protejată nu include niciun habitat protejat.
La baza desemnării sitului se află mai multe specii protejate de  păsări (3): Falco peregrinus peregrinus, sfrâncioc roșiatic (Lanius collurio), gaia roșie (Milvus milvus)